# Poliopastea sura
Poliopastea sura är en fjärilsart som beskrevs av William Schaus 1901. Poliopastea sura ingår i släktet Poliopastea och familjen björnspinnare. Inga underarter finns listade i Catalogue of Life.